# Phoberomys pattersoni
Phoberomys pattersoni (лат.) — вид вымерших гигантских грызунов из парвотряда Caviomorpha, обитавший во времена миоцена (11,608—5,333 млн лет назад) на территории современной Венесуэлы. С массой тела, оцениваемой в 221—774 кг, Phoberomys pattersoni был одним из крупнейших грызунов, известных современной науке.

## Открытие и систематика
Вид описан в 1980 году палеонтологом Альваро Монесом. В это время он был выделен в отдельный род, которому Монес дал название Dabbenea. В 1988 году родовое название Dabbenea было признано синонимичным введённому ранее родовому имени Phoberomys. Таким образом, вид Dabbenea pattersoni в настоящее время известен как Phoberomys pattersoni. Видовое название pattersoni дано в честь палеонтолога Брайана Паттерсона, работавшего в Южной Америке в 1970-е годы.
На протяжении двух десятилетий вид был известен только по разрозненным зубам и осколкам костей. С обнаружением в начале XXI века почти полного скелета в венесуэльской формации Урумако, содержащей окаменелости верхнего миоцена, стала возможной более детальная классификация рода Phoberomys в целом и данного вида в частности. В публикациях 2010-х годов делается вывод о наибольшей близости Phoberomys к полностью вымершему семейству Neoepiblemidae из парвотряда Caviomorpha; в других публикациях этот род могут относить к семейству пакарановых того же инфраотряда.

## Анатомия
Найденный в формации Урумако почти полный скелет Phoberomys pattersoni отличается редкостно большими для грызунов размерами, хотя сравнение соответствующих зубов указывает на то, что малоизученные родственные виды Phoberomys insolita и Phoberomys lozanoi потенциально могли быть ещё крупнее (мезиодистальная длина крайнего верхнего моляра у находки из Урумако составляет 41 мм, а у двух других видов соответственно 47 и 48 мм). В публикациях 2003 года указывалось, что общие размеры тела Phoberomys pattersoni схожи с размерами тела носорогов и бизонов. На основании диаметра плечевой и бедренной костей масса тела венесуэльского грызуна была оценена в 436 и 741 кг соответственно. Такой большой разброс оценок связан с тем, что кости передних конечностей Phoberomys pattersoni намного менее массивны, чем задних; это явление в целом характерно для парвотряда Caviomorpha, но у Phoberomys pattersoni выражено даже сильней, чем у других его представителей. Исходя из предположения, что передние конечности выполняли при движении только вспомогательную функцию, авторы называют оценку массы, основанную на толщине бедренных костей, более реалистичной. В 2010 году была опубликована альтернативная оценка массы тела, основанная на комбинации анатомических характеристик и сравнении с современными представителями подотряда дикобразообразных. Результаты регрессионных анализов располагались между 221 и 774 кг для двух отдельных скелетов Phoberomys pattersoni разного размера, а с учётом статистической ошибки масса тела могла составлять от 111 кг до более чем тонны.
Ряд анатомических характеристик Phoberomys pattersoni сближает этот вид с семейством пакарановых. Узел на боковой поверхности тазовой кости, к которому крепилась прямая мышца бедра, продолговатый и гребневидный, а не круглый). Трохлеарные выпуклости на бедренной кости не остаются параллельными, а сходятся, демонстрируя то же эволюционное преобразование, что и у пакарановых. Внутренний мыщелок бедренной кости шире, чем латеральный (у видов, стоящих раньше на эволюционной лестнице, соотношение обратное). Проксимальная часть венечного отростка локтевой кости выдаётся вперёд сильней, чем внутренняя и дистальная части, в то время как у более ранних форм она недоразвита.

## Палеоэкология
Phoberomys pattersoni, вероятно, вёл полуводный образ жизни или обитал на речных берегах, подобно современным капибарам. Длинная и массивная горизонтальная ветвь нижней челюсти указывает на то, что животное было гипсодонтом — обладало высокими зубными коронками, необходимыми для перетирания грубой растительной пищи; возможно, в его диете значительную роль играли морские травы. Тонкие передние конечности могли применяться для манипуляций с пищей. Современные Phoberomys pattersoni виды, по-видимому, делившие с ним среду обитания, включают крупнейшую известную науке черепаху Stupendemys geographicus, а также крупных крокодилов (в том числе различные виды пурусзавров, бывших основными хищниками в этой местности).